# 池上敏
池上 敏（いけがみ さとし、1949年 - 2024年3月4日）は、日本の作曲家、音楽教育研究者。

## 略歴
新潟県出身。東京芸術大学音楽学部作曲科を卒業し、同大学院音楽研究科（修士課程）作曲専修を修了した。在学中、池内友次郎、矢代秋雄、永冨正之、松村禎三、間宮芳生、島岡譲に師事した。京都市立堀川高等学校（現在の京都市立京都堀川音楽高等学校）音楽科教諭、京都市立芸術大学音楽学部非常勤講師等を経て、山口大学教育学部教授を務めた。フリーランスの作曲家として吹奏楽作品、室内楽作品を中心に作曲活動を展開した。山口大学名誉教授、（一般社団法人）日本作曲家協議会会員を務めた。
2024年3月4日午後0時24分、兵庫県西宮市の病院で間質性肺炎のため死去した。74歳没。

## 学歴
- 1965年 - 東京都立大泉高等学校 入学
- 1968年 - 東京都立大泉高等学校 卒業
- 1970年 - 東京芸術大学音楽学部 入学
- 1974年 - 東京芸術大学音楽学部 卒業、同大学院 入学
- 1977年 - 東京芸術大学大学院 卒業

## 受賞歴
- 1971年度（昭和46年度） - JBA作曲賞(日本吹奏楽指導者協会) 瞑と舞
- 1972年度（昭和47年度） - JBA努力賞(日本吹奏楽指導者協会) 誦文
- 1978年度（昭和53年度） - 下谷賞(日本吹奏楽指導者協会) コンサート・マーチ '77
- 2024年（令和6年） - 叙位 正四位、叙勲 瑞宝中綬章 [5]

## 論文
- 1991年 - 二つの劇作品「アイーダ」と「勧進帳」への比較文化論的視点からのアプローチ(II) (野波健彦、佐川信夫 共著)[6]
- 2005年12月 - 創造的音楽学習の系譜(III) -創造的音楽学習が日本の学校音楽教育とその教員養成にもたらした成果と課題- (野波健彦 共著)[7]
- 2010年9月24日 - ショパンの形式・構成に関する一考察 -「スケルツォ 第2番 作品31」を中心に-[8]

## 主要作品

### 吹奏楽
- 瞑と舞（1971年度JBA作曲賞）[1995年改訂新版][9]
- 誦文（1972年度JBA努力賞）
- コンサート・マーチ '77（1978年度下谷賞）
- 変容-断章（1984年度全日本吹奏楽コンクール課題曲 委嘱作品）
- 交響的二章（JFC（日本作曲家協議会）主催の「日本の作曲家2023」第１夜で演奏予定だったが辞退）

### 室内楽
- リコーダー四重奏による小組曲「四つの日本的情景」[10]
- コキリコ節（二重奏）[11]
- 佐渡おけさ（二重奏）[12]
- 小諸馬子唄（二重奏）[13]
- 木曽節（二重奏）[14]
- Two pieces for Mandlin Orchestra（マンドリンオーケストラのための２つの小品）